# 約克街車站 (IND第六大道線)
約克街車站（英語：York Street station）是紐約地鐵IND第六大道線的一個地鐵站，位於灯波（Dumbo），設有F線（任何時候停站）列車服務。此站是布魯克林唯一的第六大道線車站。

## 車站結構
| G  | 街道層             | 出入口                                   |
| B1 | 夾層               | 閘機、車站詢問處                         |
| B1 | 夾層               | 往出口坡度，往月台雙倍寬樓梯             |
| B2 | 北行               | 往牙買加-179街（東百老匯）               |
| B2 | 島式月台，左側開門 |                                          |
| B2 | 南行               | 往康尼島-斯提威爾大道（傑伊街-都會科技） |

此地下深層車站設有一個較窄的島式月台和兩條軌道。
車站以北，第六大道線途經魯特格爾街隧道往曼哈頓；以南則匯入IND第八大道線並在傑伊街以北結束。第六大道線軌道繼續沿IND卡爾弗線往南。

## 外部連結
- nycsubway.org—IND 6th Avenue: York Street
- Station Reporter — F Train
- The Subway Nut — York Street Pictures（页面存档备份，存于）
- York Street entrance from Google Maps Street View
- Platform from Google Maps Street View